# Lina Merlin
Lina Merlin, née Angelina Merlin le 15 octobre 1887 à Pozzonovo et morte le 16 août 1979 à Padoue, est une femme politique, partisane et enseignante italienne.
Membre de l'Assemblée constituante à partir de 1946, c'est avec Rita Montagnana la première femme à être élue au Sénat, en 1948. Son nom est lié à la loi du 20 février 1958, numéro 75, connue sous le nom de loi Merlin, qui abolit les maisons closes en Italie.

## Biographie

### Origines et formation
Lina Merlin est la fille de Giustina Poli, enseignante, et de Fruttuoso Merlin, secrétaire municipal à Pozzonovo. Ella a vécu à Chioggia pendant toute son enfance et sa jeunesse. Après avoir obtenu son diplôme de l'Institut des Sœurs Canossiennes, elle s'installe à Grenoble, en France, où elle approfondit sa connaissance de la langue et de la littérature françaises, matière dans laquelle elle se diplôme.
Jeune enseignante, Lina Merlin prend conscience des conditions de vie des femmes de son temps : elle ne tolère notamment pas l'hypocrisie des chefs de famille religieux et observateurs, qui ne trouvent aucune contradiction entre leurs principes et la prostitution. Les maisons closes étaient alors considérées comme un lieu de loisirs où les jeunes hommes pouvaient se détendre, alors qu'il aurait été scandaleux pour une femme d'avoir des relations sexuelles en dehors du mariage.
En 1919, une amie l'invite à rejoindre le mouvement fasciste, mais Lina se sent attirée par les idéaux du socialisme, plus proches de sa mentalité et de sa morale. Elle s'inscrit donc au Parti socialiste italien, commence à collaborer à la revue La difesa delle lavoratrici, dont elle prend la direction et collabore avec le député socialiste Giacomo Matteotti, auquel elle fait part des violences perpétrées par les fascistes à Padoue.

### Activité militante et résistance
Quand, en 1925, après l'assassinat de Giacomo Matteotti, Mussolini consolide son pouvoir, elle est arrêtée cinq fois en moins de 24 mois. En 1926, elle est licenciée de son poste d'enseignante parce qu'elle refuse de prêter le serment d'allégeance au régime, obligatoire pour les fonctionnaires. Lorsque Tito Zaniboni découvre le complot pour attenter à la vie de Mussolini, son nom est inscrit sur la liste des « subversifs » affichée dans les rues de Padoue.
Lina s'installe à Milan où elle commence à collaborer avec Filippo Turati, mais est arrêtée et condamnée à cinq ans de confinement à Dorgali en Sardaigne. Elle parvient à y gagner la confiance des habitants et surtout des femmes, dont certaines apprendront à lire et à écrire.
De retour à Milan en 1930, elle rencontre Dante Gallani, ancien député socialiste de Rovigo. Ils se marient en 1932, mais quatre ans plus tard, il meurt. Veuve à 49 ans, elle participe activement à la Résistance en faisant don aux partisans des instruments médicaux et des livres de son mari et en recueillant des fonds et des vêtements pour les partisans.
Pendant cette période, Lina participe à des actions de guerre partisanes. Capturée par les nazis, elle parvient à s'échapper et écrit des articles dans le périodique socialiste clandestin Avanti! et organise la révolte avec Lelio Basso, Sandro Pertini, Rodolfo Morandi et Claudia Maffioli. Responsable du secteur scolaire, avec le professeur Giorgio Cabibbe et les partisans de la Brigade Rosselli, elle occupe le Provveditorato agli Studi de Milan, imposant la reddition, et le 27 avril 1945, elle est nommée commissaire CLNAI pour l'éducation pour toute la Lombardie.

### Carrière politique
Après la guerre, Lina Merlin s'installe à Rome, à la direction nationale du PSI. En 1946, elle est élue à l'Assemblée constituante, faisant partie des 21 premières femmes élues membres d'une assemblée parlementaire en Italie.
Ses interventions dans le débat constitutionnel, en tant que membre de la Commission des 75, seront décisives pour la protection des droits des femmes inscrits dans la Charte constitutionnelle. Elle est responsable de la formulation de l'article 3 : « Tous les citoyens... sont égaux devant la loi, sans distinction de sexe », qui pose les bases juridiques de l'égalité des droits entre hommes et femmes.
Candidate du PSI à Rovigo, elle est élue au Sénat de la République le 18 avril 1948.
Sa contribution la plus importante en politique est la lutte pour l'abolition des maisons closes en Italie, à l'instar de la militante française Marthe Richard, elle-même ancienne prostituée, qui avait déjà fermé les maisons dites de tolérance en France en 1946. La loi a été adoptée, après 10 ans de débat, le 20 février 1958.

### Dernières années
À 77 ans, malgré les exhortations de ses partisans qui voulaient la revoir comme candidate aux élections de 1963 en tant qu'indépendante, Lina Merlin décide de se retirer de la politique et de retourner vivre à Milan.
Elle meurt à Padoue le 16 août 1979. Ses cendres reposent au Famedio du Cimetière monumental de Milan.